# 孔圖爾莫
38°0′58″S 73°13′43″W / 38.01611°S 73.22861°W

孔圖爾莫（西班牙語：Contulmo），是智利的城鎮，位於該國中部比奧比奧大區的阿勞科省，面積961.5平方公里，海拔高度25米，2012年人口5,515人，人口密度每平方公里5.7人。